# Kazimierz Przerwa-Tetmajer
Kazimierz Przerwa-Tetmajer (Ludźmierz, 12 febbraio 1865 – Varsavia, 18 gennaio 1940) è stato un poeta, scrittore e giornalista polacco, esponente di spicco del movimento poetico conosciuto col nome di Giovane Polonia.
Per il contenuto pessimistico e sensuale, le rime raffinate e i ritmi particolari, la poesia di Przerwa-Tetmajer è considerata quella che più si avvicina ai poeti decadenti dell'Europa occidentale.
Pur influenzato da diverse tendenze, il suo stile risulta unitario, spesso contemplativo: in particolare, Przerwa-Tetmajer fu un cantore del paesaggio montano dei Tatra, nell'opera in prosa Sul Podhale roccioso, o davanti ai paesaggi italiani: molte volte le sue rime sono velate di nostalgia (come nei Preludi).
Mieczysław Karłowicz (1876-1909) ha musicato in due canti i versi di Przerwa-Tetmajer: Pamietam ciche, op. 1 n. 5 (1895-1896) e Idzie na pola, op. 3 n. 2 (1896). Nel 1984 il regista polacco Jacek Koprowicz ha diretto il film biografico Przeznaczenie sulla vita del poeta.

## Opere
- Poezje (1894)
- Ksiądz Piotr
- Z wielkiego domu
- Koniec epopei
- Aniół śmierci oraz Panna Mery
- Sfinks
- Zawisza Czarny
- Mąż-poeta
- Rewolucja
- Judasz